# 布兰登·莱尔德
布蘭登·萊爾德（英語：Brandon Laird，1987年9月11日—），是美國的棒球運動員，曾效力於美國職棒紐約洋基隊及休士頓太空人隊、日本職棒北海道日本火腿鬥士隊及千葉羅德海洋隊，守備位置為內野手。
其哥哥為前亞特蘭大勇士隊捕手杰拉德·萊爾德（Gerald Laird）。

## 生平

### 進入職棒前
2003年及2004年分別入選世界青少棒錦標賽和世界青棒錦標賽，其中在2003年的青少棒錦標賽中拿下冠軍。
2005年，就讀高中期間參加美國職棒選秀會，於第27輪被克里夫蘭印地安人隊選中，但當時並未簽約，選擇進入賽普拉斯學院就讀。直到2007年，再度在選秀會上於第27輪被紐約洋基隊選中，並簽下合約，開啟了他的職棒生涯。

### 進入職棒後

#### 美國職棒時期
2007年，在新人聯盟中出賽45場比賽，擊出57支安打、8支全壘打，打擊率0.339，季末入選全明星隊。
2009年，在高階1A出賽124場比賽，擊出120支安打、13支全壘打，打擊率0.266，季末入選高階1A的全明星隊。
2010年，於8月2日從2A升上3A，其中在2A出賽107場比賽，擊出119支安打、23支全壘打，並獲得東方聯盟最有價值球員及最佳新秀二個獎項。季末球隊也將他放入40人名單中，以避免遭到規則五選秀。
2011年7月18日，首次升上大聯盟，並於7月22日首次在大聯盟出賽，並擊出生涯在大聯盟的首支安打和首分打點。
2012年8月27日，遭到DFA。9月1日，被休士頓太空人隊簽下，該年在大聯盟出賽17場比賽，擊出9支安打、打擊率0.257。
2013年4月18日，再度升上大聯盟，但5月6日又被下放至3A，直到9月8日才再度升上大聯盟。10月4日，成為自由球員。
2013年11月23日，和堪薩斯市皇家隊簽約，但在2014年3月15日被交易到華盛頓國民隊。直到季末都沒有在大聯盟出賽。

#### 日本職棒時期
2014年11月23日，北海道日本火腿鬥士隊宣布和Laird簽約，來季將轉戰日本職棒。
2015年，全勤出賽143場比賽，擊出115支安打、34支全壘打，打擊率0.231。球團於8月便與他續約。
2016年，於上半季就擊出20支全壘打，因此入選明星賽，並在7月10日對戰千葉羅德海洋隊的比賽中擊出致勝的全壘打，幫助球隊達成14連勝，更達成火腿隊將主場遷往北海道之後第500場勝利。全季以39支全壘打獲得太平洋聯盟的全壘打王。10月2日，和球隊簽下2年6億日圓的合約，並在隨後的日本大賽中於系列賽擊出3支全壘打，幫助球隊拿下睽違10年的日本一。
2017年，開季前代表墨西哥棒球代表隊參加經典賽，並在賽季連續3年達成30轟的紀錄，不過在球季尾聲的10月1日，美國拉斯維加斯發生槍擊案，其中Laird的表妹也因為這起事件罹難，因此迫使Laird必須緊急返國處理表妹的後事，賽季也提前結束。
2018年9月18日，因左腹受傷而被抹銷登錄，該年出賽120場比賽，105支安打、26支全壘打皆是來到日本後最差成績。
2019年1月15日，離開效力四年的火腿隊，和千葉羅德海洋隊簽下合約，並締造自開幕戰以來連續4場比賽都有全壘打的紀錄，該年出賽139場比賽，擊出121支安打、32支全壘打，打擊率0.248。
2020年，受到腰部不適的影響，8月5日被抹銷登錄，8月16日返回美國治療，後因椎間盤突出因此剩餘賽季沒有再回到日本，該年出賽39場比賽也是生涯新低。
2022年，於明星賽的全壘打大賽中獲得冠軍。不過由於該年成績明顯退步，因此球季結束後未獲續約。
2023年10月23日參加棒球聯合會選秀，於第五輪第40順位被孟買眼鏡蛇隊選中。

## 職棒生涯成績

### 美國職棒成績
|           |              |    |     |     |    |    |   |   |   |    |   |    |   |      |      | 長打率 |
| --------- | ------------ | -- | --- | --- | -- | -- | - | - | - | -- | - | -- | - | ---- | ---- | ------ |
| 2011      | 紐約洋基     | 11 | 25  | 21  | 3  | 4  | 0 | 0 | 0 | 1  | 0 | 4  | 3 | .190 | .292 | .190   |
| 2012      | 休士頓太空人 | 17 | 37  | 35  | 2  | 9  | 1 | 0 | 1 | 4  | 0 | 8  | 2 | .257 | .297 | .371   |
| 2013      | 休士頓太空人 | 25 | 76  | 71  | 7  | 12 | 3 | 0 | 5 | 11 | 0 | 26 | 3 | .169 | .224 | .423   |
| 通算：3年 | 通算：3年    | 53 | 138 | 127 | 12 | 25 | 4 | 0 | 6 | 16 | 0 | 38 | 8 | .197 | .255 | .370   |

### 日本職棒成績
|           |              |     |      |      |     |     |     |   |     |     |   |     |     |      |      | 長打率 |
| --------- | ------------ | --- | ---- | ---- | --- | --- | --- | - | --- | --- | - | --- | --- | ---- | ---- | ------ |
| 2015      | 日本火腿     | 143 | 554  | 498  | 62  | 115 | 22  | 2 | 34  | 97  | 1 | 127 | 43  | .231 | .301 | .488   |
| 2016      | 日本火腿     | 143 | 598  | 547  | 71  | 144 | 21  | 0 | 39  | 97  | 0 | 138 | 44  | .263 | .319 | .516   |
| 2017      | 日本火腿     | 137 | 571  | 503  | 56  | 115 | 18  | 1 | 32  | 90  | 0 | 125 | 54  | .229 | .308 | .459   |
| 2018      | 日本火腿     | 120 | 505  | 450  | 47  | 105 | 14  | 2 | 26  | 65  | 0 | 124 | 44  | .233 | .309 | .447   |
| 2019      | 千葉羅德海洋 | 139 | 553  | 487  | 59  | 121 | 18  | 0 | 32  | 89  | 0 | 128 | 55  | .248 | .333 | .483   |
| 2020      | 千葉羅德海洋 | 39  | 147  | 133  | 15  | 31  | 3   | 0 | 6   | 15  | 0 | 28  | 13  | .233 | .299 | .391   |
| 2021      | 千葉羅德海洋 | 136 | 545  | 485  | 57  | 127 | 18  | 0 | 29  | 95  | 0 | 109 | 50  | .262 | .330 | .478   |
| 2022      | 千葉羅德海洋 | 112 | 396  | 365  | 24  | 69  | 9   | 0 | 15  | 48  | 0 | 92  | 19  | .189 | .237 | .337   |
| 通算：8年 | 通算：8年    | 969 | 3869 | 3468 | 391 | 827 | 123 | 5 | 213 | 596 | 1 | 873 | 322 | .238 | .308 | .461   |

## 特殊事蹟

### 美國職棒
- 2011年7月18日，首度升上大聯盟
- 2011年7月22日，對奧克蘭運動家隊大聯盟初登場，並以代打身份從克雷格·布雷斯洛手中敲出大聯盟首安
- 2011年7月23日，對奧克蘭運動家隊初次先發，但該場3打數0安打1三振

### 日本職棒
- 2015年3月27日，對東北樂天金鷲初登場，擔任先發三壘手
- 2015年3月27日，對東北樂天金鷲則本昂大擊出日職生涯首安
- 2015年3月27日，對東北樂天金鷲隊濱矢廣大擊出日職生涯首打點
- 2015年3月29日，對東北樂天金鷲隊橫山貴明擊出日職生涯首支全壘打
- 2015年4月11日，對福岡軟銀鷹隊單場擊出三次雙殺打
- 2016年9月3日，對歐力士野牛隊擊出日職生涯首次單場三響砲
- 2017年8月16日，對千葉羅德海洋隊Jason Standridge擊出日職生涯第100支全壘打
- 2019年6月22日，對東京養樂多燕子隊石川雅規擊出全壘打，史上第37位達成對日職12支球隊都擊出全壘打的球員
- 2022年4月9日，對歐力士野牛隊山本由伸擊出日職生涯第200支全壘打

## 外部連結
- 布兰登·莱尔德在美國職棒（英语）
- 布兰登·莱尔德在日本職棒（英语）
- 布兰登·莱尔德在Baseball-Reference.com（大聯盟）（英语）
- 布兰登·莱尔德在Baseball-Reference.com（小聯盟以及海外聯盟）（英语）
- 布兰登·莱尔德在ESPN（MLB）（英语）
- 布兰登·莱尔德在FanGraphs.com（英语）
- 布兰登·莱尔德在The Baseball Cube（英语）
- 布兰登·莱尔德在台灣棒球維基館上的頁面（繁體中文）